# Łyżwiarstwo szybkie na Zimowych Igrzyskach Olimpijskich 2022 – 10 000 m mężczyzn
Bieg na 10 000 metrów mężczyzn rozgrywany w ramach łyżwiarstwa szybkiego na Zimowych Igrzyskach Olimpijskich 2022 odbył się 11 lutego w hali National Speed Skating Oval w Pekinie.

## Terminarz
| Data      | Konkurencja | Godzina rozpoczęcia | Godzina rozpoczęcia |
| Data      | Konkurencja | UTC+08:00           | CET                 |
| --------- | ----------- | ------------------- | ------------------- |
| 11 lutego | Finał       | 16:00               | 09:00               |

## Rekordy
Rekordy obowiązujące przed rozpoczęciem igrzysk.
| Rekord            | Zawodnik          | Czas     | Miejsce    | Data           |
| ----------------- | ----------------- | -------- | ---------- | -------------- |
| Rekord świata     | Nils van der Poel | 12:32,95 | Heerenveen | 14 lutego 2021 |
| Rekord olimpijski | Ted-Jan Bloemen   | 12:39,77 | Gangneung  | 15 lutego 2018 |

## Wyniki
| Miejsce | Para | Linia | Zawodnik            | Reprezentacja               | Czas     | Strata   | Uwagi   |
| ------- | ---- | ----- | ------------------- | --------------------------- | -------- | -------- | ------- |
| 01 !    | 5    | I     | Nils van der Poel   | Szwecja                     | 12:30,74 |          | WR · OR |
| 02 !    | 2    | O     | Patrick Roest       | Holandia                    | 12:44,59 | +13,85   |         |
| 03 !    | 5    | O     | Davide Ghiotto      | Włochy                      | 12:45,98 | +15,24   | NR      |
| 4.      | 4    | O     | Jorrit Bergsma      | Holandia                    | 12:48,94 | +18,20   |         |
| 5.      | 4    | I     | Aleksandr Rumiancew | Rosyjski Komitet Olimpijski | 12:51,33 | +20,59   | NR      |
| 6.      | 1    | O     | Graeme Fish         | Kanada                      | 12:58,80 | +28,06   |         |
| 7.      | 3    | O     | Patrick Beckert     | Niemcy                      | 13:01,23 | +30,49   |         |
| 8.      | 6    | I     | Ted-Jan Bloemen     | Kanada                      | 13:01,39 | +30,65   |         |
| 9.      | 2    | I     | Michele Malfatti    | Włochy                      | 13:01,42 | +30,68   |         |
| 10.     | 6    | O     | Bart Swings         | Belgia                      | 13:02,43 | +31,69   |         |
| 11.     | 3    | I     | Ryōsuke Tsuchiya    | Japonia                     | 13:02,49 | +31,75   |         |
| 12.     | 1    | I     | Peter Michael       | Nowa Zelandia               | 13:33,53 | +1:02,79 |         |